# Tribune (Kansas)
Pour les articles homonymes, voir Tribune.
La ville de Tribune est le siège du comté de Greeley, situé dans l’État du Kansas, aux États-Unis. Sa population s’élevait à 741 habitants lors du recensement de 2010, estimée à 776 habitants en 2016.
Tribune est la seule ville incorporée du comté, qui comptait 1 247 habitants en 2010.

## Histoire
Tribune a été fondée en 1886. Le dépôt du chemin de fer a été construit en 1887, date à laquelle Tribune est devenue siège du comté. La localité a été nommée d’après le journal le New-York Tribune, fondé par Horace Greeley de Chappaqua, État de New York.

## Source
- (en) Cet article est partiellement ou en totalité issu de l’article de Wikipédia en anglais intitulé « Tribune, Kansas » (voir la liste des auteurs).

1. ↑  Blackmar, Frank Wilson, Kansas: A Cyclopedia of State History, Volume 2, Standard Publishing Company, 1912, 820 p. (lire en ligne).
2. ↑  Kansas State Historical Society, Biennial Report of the Board of Directors of the Kansas State Historical Society, Kansas State Printing Plant, 1916, 198 p. (lire en ligne).